# جري جماعي (السبرة)

تعديل مصدري - تعديل

جري جماعي هي إحدى قرى عزلة بلادالجماعي بمديرية السبرة التابعة لمحافظة إب، بلغ تعداد سكانها 300 نسمة حسب تعداد اليمن لعام 2004.